# デンマーク＝ノルウェー

デンマーク＝ノルウェー
Danmark–Norge (デンマーク語)
Danmark-Noreg (ノルウェー語)

国歌: Kong Christian stod ved højen Mast（デンマーク語）
クリスチャン王は高き帆柱の傍に立ちて
デンマーク＝ノルウェーの領土（1780年）

1. 

デンマーク＝ノルウェーは、デンマークとノルウェーを中心に構成されていた同君連合である。カルマル連合が1523年6月6日にスウェーデンの最終的な離脱宣言で崩壊して以後、特にノルウェー王国参事会が廃止された1537年以後の呼称である。デンマークにはスレースヴィ・ホルステン両公国も属していたが、それらは独自の行政単位であった。したがって、デンマーク・ノルウェー間での連合の解消は両公国との関係には影響せず、1864年まで同君連合を構成し続けた。
1814年1月14日、キール条約によってノルウェーはスウェーデンへ割譲されることとなった。ノルウェーにおいてはクリスチャン・フレゼリク王子が国王に選出され、エイツヴォル議会は憲法を採択した。しかし、ノルウェーの独立は国際的承認を受けられなかった。モス協定でスウェーデンはノルウェー憲法を承認し、ノルウェーは内政に関して高度の自治を獲得することとなった（スウェーデン＝ノルウェー）。人口1,315,000(1645年)、1,859,000(1801年)。面積487476km2。

## カルマル連合の解消
デンマーク＝ノルウェー連合王国の起源は、1380年、デンマーク王女でノルウェー王妃であったマルグレーテが夫ホーコン6世（ノルウェー王）と父のヴァルデマー4世（デンマーク王）の死後、両国の摂政となったことに端を発する。さらにマルグレーテはスウェーデンを降し、カルマル連合を締結して北欧に覇をとなえた。
カルマル連合は最終的に1536年まで継続されたが、伯爵戦争を経て、この年にデンマーク王国参事会はノルウェーをデンマークの州とすることを宣言した。ノルウェーは世襲王制であったため、国王の関心はノルウェーの独立性をより小さく抑えておくことであった。それはデンマーク王家が将来にわたってデンマーク王に選出される権利を確実なものにするためであった。ノルウェーは法と一部の機関を独自のものとして保ったが、それまでノルウェーの植民地であったアイスランド・グリーンランド・フェロー諸島はデンマーク王のもとに属することとなった。

## 絶対主義の導入
1660年、フレゼリク3世は身分制議会における貴族と市民の対立を利用して、絶対主義と世襲君主制を導入した。絶対主義の導入によって「旧貴族」は影響力と伝統的特権の多くを失った。一方で、絶対主義体制における国王への臣従によって新たに貴族となった者たちには、新たな特権が与えられた。これに伴い、「旧貴族」の支配下にあったデンマーク王国参事会は廃止されることとなった。
また連合全体に新たな行政制度が導入され、1687年にはクリスチャン5世が新たな法を導入した。ノルウェーではこの時まで、13世紀のマグヌス改法王以来の全国法が効力を有していたのである。

## 同君連合国家「ヒールスタート」
1773年、デンマーク王はロシア皇帝との条約で二重王国とホルシュタインへの主権を保障され、ここに同君連合国家「ヒールスタート」が成立した。デンマーク＝ノルウェーはスウェーデンとも1753年に国境に関する条約を結び、ノルウェー北部のフィンマルクへの支配権が保障された。大北方戦争終結から18世紀末に至るまで、デンマーク＝ノルウェーには直接の脅威が存在しなかったからである。
ヒールスタートの維持は異なる民族の合意と融合にかかっていた。それは第一にノルウェー人・デンマーク人・ホルシュタイン人、次いで北ノルウェーのサーミ人と植民地の様々な住民を含むその他の民族である。多様な文化を抱えるヒールスタートにとっては、共通の基盤を見出すことは困難であった。ヒールスタートは1つの民族からなるのか、あるいは複数の民族と複数の祖国からなるのか、という問題が呈された。ベアンストーフ・シメルマン・レーヴェントロウら1784年以降の権力者たちにとって、連合内の異なる言語や文化との連帯感の中で青年期を送ったことは決定的な意味をもった。特に1784年から1814年に至るまでには、借地農の法的地位を定める勅令（1787年）、土地緊縛制の廃止（1788年）など徹底的な改革が実行された。1790年には出版の自由も保証されたが、これは1799年に再び規制が強化された。

## 社会的状況
デンマークとノルウェーの関係は、経済的に見れば完璧に機能していた。古くからノルウェーを悩ませていた農作物の不足は、デンマークの農業によって補われた。一方で、北方戦争でスコーネの領土を失ってから強力な海軍を維持する必要に迫られたデンマークでは、木材が不足し、森林がノルウェーの最大の切り札となった。ノルウェーは鉱物資源を有していたため、工業化に関して先進的であると見なされた。ノルウェーの製鉄業はデンマークの鉄供給を独占し、デンマークは一方でノルウェーの穀物供給を独占していた。
しかし、官職に就くためには大学のあるコペンハーゲンからその経歴を始めなければならず、海軍士官の教育に関してもそれは同様であった。デンマークに渡ったノルウェー人は、コペンハーゲンの影響を刻み込まれ、また言語においても影響を受けた。デンマーク語は唯一の書き言葉であったが、ノルウェーの民衆の話し言葉とは異なっていた。コペンハーゲンで教育を受けた者の多くは帰国せず、またデンマークと両公国からは多くの官僚や実業家がノルウェーに移住した。

## ナポレオン戦争
デンマーク＝ノルウェーは、ナポレオン戦争に対して当初は中立を標榜したものの、イギリスとの通商面での対立を回避出来ず、1800年にスウェーデン、ロシア帝国などと組んで「武装中立同盟」を結んだ。しかし翌1801年に海軍がイギリス艦隊に敗れると反英的な立場に転じ、フランス帝国へと接近した。1807年にはイギリス海軍がコペンハーゲンを攻撃し、軍艦を拿捕して去ると、デンマークはやむなくフランスとの同盟に入った。
1807年以降イギリス海軍がカテガット海峡に展開し、デンマークとノルウェーの交通は遮断された。ノルウェーは飢餓に陥り、経済は壊滅したが、フレゼリク6世はフランスとの同盟を継続した。国王はノルウェーの忠誠心を保つため、従弟のクリスチャン・フレゼリク（後のデンマーク王クリスチャン8世）を総督として派遣した。イギリス軍艦の巡回する状況下でノルウェー入りしなければならず、クリスチャン・フレゼリクは漁師に変装して漁船に乗り込んだ。
1814年のキール条約によって、デンマークとノルウェーの緊密な政治的関係は断ち切られた。対仏大同盟諸国はナポレオン戦争におけるデンマーク＝ノルウェーの役割からしてそれほど大きな要求をしようとはしなかったが、しかし、スウェーデンはそうではなかった。スウェーデンは数世紀にわたり、特に1809年にロシアにフィンランドを割譲して以降、ノルウェー侵攻を企図していたのである。スウェーデンが同盟側に立って参戦した見返りとして、ノルウェーが割譲されることとなった。
かつてノルウェーの植民地であったアイスランド・グリーンランド・フェロー諸島は、同君連合以前のノルウェーの法的支配下にあったため、デンマークがこれを獲得した。ノルウェー割譲の代償として、デンマークは北ドイツのスウェーデン領を得ることになったが、その際スウェーデン領ポンメルンとリューゲン島がプロイセンに併合されたため、代わりにホルシュタインに隣接するザクセン＝ラウエンブルクをデンマークがプロイセンから得るという取引が行われた（ザクセン＝ラウエンブルクの領有権は、スウェーデンが有していたがノルウェーを獲得できたため、譲歩することとなった）。

## 分離とノルウェー＝スウェーデン同君連合
ノルウェー人は、スウェーデンへの併合を避けるため、独立し、同時代のヨーロッパにおいて最も自由な憲法を制定しようと試みた。ノルウェーの王位継承者でもあったクリスチャン・フレゼリクは独立運動の指導者となり、エイツヴォルに憲法制定議会を招集した。この議会は1814年5月17日にクリスチャン・フレゼリクを独立ノルウェーの国王に選んだ。
しかし、ノルウェーのこの独立は長続きしなかった。王太子カール・ユーハン率いるスウェーデン軍が7月に侵攻し、8月14日にノルウェーは休戦を余儀なくされた。クリスチャン・フレゼリクは臨時議会を召集し、退位を表明した。議会はスウェーデンとの同君連合に必要な憲法修正を行った。5月17日のエイツヴォル憲法の大部分は維持することを許され、11月4日にノルウェー議会は、形式上は自発的に、スウェーデンのカール13世を国王に選出した。この連合はかなり緩やかなものであり、両国に共通なのは国王と外交のみであった。
ノルウェーはスウェーデンとの連合を強いられたが、デンマークとの文化的な絆の多くは依然として保たれた。1811年に設立された王立フレゼリク大学（現在のオスロ大学）によって、ノルウェー人はもはや教育を受けるためにコペンハーゲンに行く必要がなくなったが、ノルウェーの教育制度は依然としてデンマークのものと似通っていた。後にリクスモールと呼ばれることになるノルウェーの書き言葉もまた、20世紀初めに至るまで概してデンマーク語と同様であった。ただし19世紀中期には、オーセンによって作られたランスモールという新たな書き言葉も登場する。
1814年前後のナショナリズムの高揚に伴い、ノルウェーの立場からデンマークを批判するパンフレットも発行されていた。こうした形で見られるようなデンマークに対する不快感は、スウェーデンとの連合時代に入っても残り、デンマークとの連合はしばしば否定的に「400年間の夜」と呼ばれもした。しかし、その後の研究によって示された時代像は、功罪両面に光を当てたより具体的なものとなっていく。